# Kunice (Sainte-Croix)
Pour les articles homonymes, voir Kunice.
Kunice est une localité polonaise de la gmina de Wojciechowice, située dans le powiat d'Opatów en voïvodie de Sainte-Croix.